# Даниил (митрополит Московский)
Митрополи́т Дании́л (ок. 1492 — 22 мая 1547) — митрополит Московский и всея Руси (1522—1539). Ученик Иосифа Волоцкого, после смерти которого стал игуменом Волоцкого монастыря и продолжил дело своего учителя в миссионерстве и в борьбе с ересью «жидовствующих».

## Биография
Родился в Рязани в незнатной семье. Ранее 1513/1514 года стал монахом Иосифова Волоколамского монастыря.
В монастыре Даниил отличился особым благочестием. Перед смертью преподобный Иосиф настоял, чтобы братия выбрала себе нового игумена. Монахи выбрали Даниила, который, видимо, к этому времени был уже в возрасте и способен принять игуменство. Свой выбор они мотивировали по определённым причинам:

И полюбиша въ совѣтѣ своемъ старца, любяй нищету и пребывая въ трудѣхъ и въ постѣ, и въ молитвахъ, и не любя празнословія, нарицаема Данила, по реклу Рязанца, о немъ же и увѣдаша, яко хощетъ во инъ монастырь на игуменство..
Их выбор был одобрен преподобным Иосифом и Великим князем Василием III, который был ктитором обители.
Управляя Волоколамским монастырём, Даниил стремился следовать правилам, установленным преподобным Иосифом, в первую очередь в соблюдении общежительного устава. Чрезмерная строгость нового настоятеля, запретившего иметь личное имущество в кельях, в том числе книги и иконы, стала причиной конфликта с братией.
17 декабря 1521 года оставил кафедру митрополит Варлаам, сосланный вскоре по повелению великого князя в Спасо-Каменный монастырь на Кубенском озере.
27 февраля 1522 года Даниил был поставлен на митрополичью кафедру по желанию государя, так как был готов способствовать разводу великого князя с бездетной первой женой Соломонией Сабуровой.

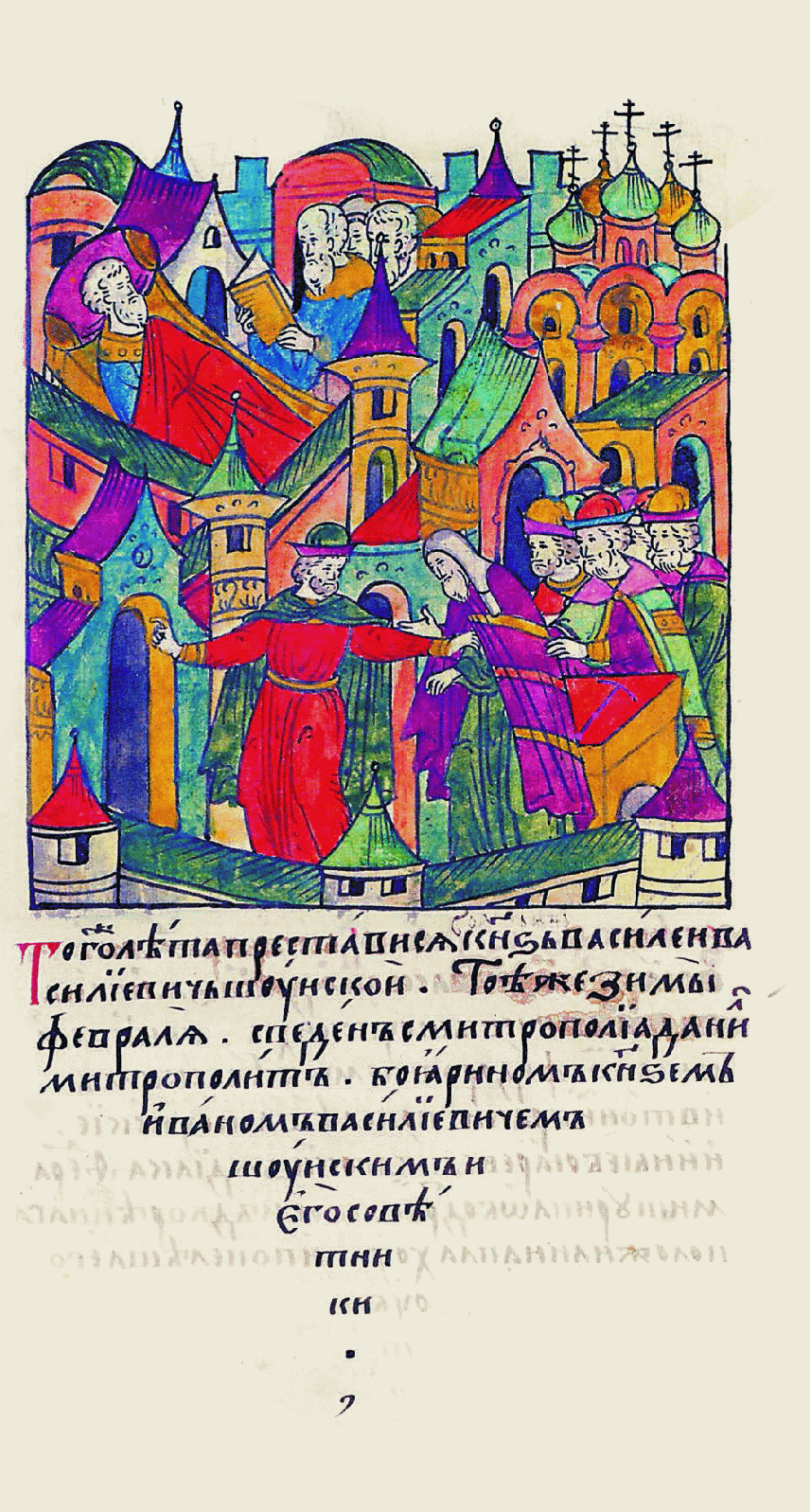
Низложение митрополита Даниила Шуйским

Отличался приверженностью и раболепием перед светскими властями и жестокостью. Преследовал Максима Грека, Вассиана Патрикеева и других нестяжателей, обвиняя их в ереси на Соборах 1525 и 1531 годов.
При митрополите Данииле совершились канонизации преподобного Макария Калязинского — 9 октября 1523 года (мощи святого были открыты 26 мая 1521) и преподобного Пафнутия Боровского — в 1531 году.
Составил свод русских летописей, был автором ряда богословских и назидательных сочинений. В малолетство Иоанна Грозного поддерживал его мать правительницу Елену Глинскую и её фаворита князя Ивана Телепнева, после падения которого, 2 февраля 1539 года, был низложен князьями Шуйскими и удалился на покой в Иосифо-Волоколамский монастырь.
Митрополит Даниил переработал ряд входивших в древнерусскую литературную традицию текстов философского и филологического характера, в том числе «Пролог» Иоанна Экзарха, «Определение философии» Константина-Кирилла, а также «Точное изложение православной веры, или Богословие» Иоанна Дамаскина.
Последние годы жизни Даниил провёл в Иосифо-Волоколамском монастыре. Драгоценным вкладом в этот монастырь могло быть принадлежавшее ему роскошное Четвероевангелие. Рукопись начала XVI века написана крупным торжественным полууставом и богато украшена четырьмя миниатюрами с изображениями евангелистов на золотом фоне и заставками и инициалами неовизантийского стиля, выполненными красками с применением золота.